# Florentyna Parker
Florentyna Parker (Henstedt, Duitsland, 20 juni 1989) is een Engelse professional golfster. Ze woont in Duitsland.
Florentyna is geboren en getogen in Duitsland maar heeft Engelse ouders en de Britse nationaliteit. Haar vader Tim Parker is golfprofessional en werkt op de St Dionys Golf Club. Haar broer Ben Parker werd in 2007 professional en speelde in 2009 de Dutch Futures op Golfclub Houtrak. Hij heeft sinds 2012 een spelerskaart voor de Challenge Tour.

## Amateur
In 2008 speelde Florentyna amateur golf. Ze werd 2de bij het Portugees Amateur Kampioenschap. In 2008 haalde zij de finale bij het Engelse Matchplay Kampioenschap en werd zij 3de bij het Engelse Strokeplay Kampioenschap. Na het spelen van de Curtis Cup werd ze professional.  

### Teams
- Curtis Cup: 2008 op St Andrews

## Professional
In 2008 en 2009 haalde zij de laatste rondes van de Tourschool. Ze speelt dus sinds 2009 op de Ladies European Tour. Ze eindigde dat jaar op de 24ste plaats van de Ladies Ranking. In 2010 behaalde ze tien keer een top-10 plaats en won zij het Ladies Open op Golfclub Broekpolder en behaalde de 11de plaats van de Ladies Ranking.

### Gewonnen
- 2010: ABN AMRO Ladies Open